# Anarta anglica
Anarta anglica là một loài bướm đêm trong họ Noctuidae.